# Keita Isozaki
Keita Isozaki (jap. 磯崎 敬太 Isozaki Keita; ur. 17 listopada 1980) – japoński piłkarz występujący na pozycji obrońcy.

## Kariera klubowa
Od 1999 do 2016 roku występował w klubach Shonan Bellmare, Mito HollyHock, Vegalta Sendai i Sagan Tosu.